# Verwaltungsgemeinschaft Lauta
Die Verwaltungsgemeinschaft Lauta in Sachsen wurde am 1. Januar 2002 gebildet.
Zu ihr gehörten die Stadt Lauta mit dem Ortsteil Laubusch und die Gemeinde Leippe-Torno mit einer Gesamtfläche von 42,02 Quadratkilometern. Nach der Eingemeindung Leippe-Tornos nach Lauta am 1. Januar 2007 wurde die Verwaltungsgemeinschaft aufgelöst.